# The Three Sisters (Alberta)
The Three Sisters (lett. le Tre Sorelle) sono un sistema montuoso composto da tre picchi situati vicino a Canmore, Alberta, in Canada. 
Singolarmente sono conosciuti come Big Sister, Middle Sister e Little Sister.